# 久留米市立荒木小学校
久留米市立荒木小学校（くるめしりつ あらきしょうがっこう）は、福岡県久留米市荒木町荒木にある公立小学校。

## 沿革
- 1874年2月 - 上荒木、下荒木小学校が開校[3]
- 1886年 - 両校が合併、荒木小学校簡易となる
- 1892年 - 尋常科設置
- 1903年 - 尋常高等科設置
- 1908年 - 学制によって荒木尋常小学校となる
- 1920年 - 尋常高等小学校併設
- 1941年4月 - 荒木国民学校と改称
- 1947年4月 - 荒木小学校と改称
- 1949年 - 荒木町立荒木小学校に改称
- 1955年 - 筑邦町立荒木小学校に改称
- 1967年 - 久留米市立荒木小学校に改称
- 1973年 - 校旗・校歌の制定（作詞：丸山豊、作曲：熊谷弘[4]）
- 1985年 - 創立100周年記念式典
- 1991年 - 特殊学級設置
- 2007年 - 講堂建て替えのため講堂取り壊し

## 表彰
交通安全優秀校としてたびたび表彰されている。1995年1月には、第35回交通安全国民運動中央大会優良学校賞を受賞した。

## 通学区域
荒木町荒木、荒木町今、荒木町下荒木、荒木町白口（一部）、荒木町藤田（一部）、野伏間一丁目（一部）